# 업사이징
업사이징(upsizing)은 마이크로소프트 액세스 데이터베이스를 마이크로소프트 SQL 서버로 업그레이드하는 과정을 기술하기 위해 마이크로소프트가 만들어낸 용어이다. 이를 통해 마이크로소프트 액세스를 데이터베이스 프런트엔드로 계속 사용할 수 있으며 한편 백엔드는 별도의 로컬 또는 원격 SQL 서버에 의해 서비스를 제공받을 수 있어서 생산성과 데이터 용량을 더 향상시킬 수 있다. 버전 2000부터 마이크로소프트 액세스는 사유 마이크로소프트 SQL 서버로의 데이터 이관을 용이하게 만들어주는 특수한 업사이징 마법사를 갖추고 있다. 그 밖의 다른 RDBMS들은 현재 업사이징을 지원하지 않고 있다.

## 업사이징 전략
데이터베이스를 액세스에서 SQL 서버로 이관하는 전략에는 크게 두 가지가 있다.
1. 마이크로소프트의 ODBC를 사용하여 ADO를 경유하여 원격 데이터베이스에 접근.
2. 액세스 프로젝트(마이크로소프트 액세스 2000 이상에서 사용 가능)를 사용하여 마이크로소프트 SQL 서버와 더 네이티브한 방식으로 연동.

첫 번째 전략은 스테이지 2의 SQL 서버에서 완전한 이관을 향한 첫 번째 단계로 간주되며 전략 2의 일부로 간주될 수 있다. 개별 전략에 따른 상세한 내용은 다음 표와 같다.
| 변수                  | 전략 1 | 전략 2 |
| --------------------- | --- | --- |
| 데이터베이스 접근     | ADO를 이용하여 ODBC 경유. 전략 2보다 속도가 조금 더 느림.                                                                      | 액세스 프로젝트를 사용하여 마이크로소프트 SQL 서버와의 네이티브 연동, ADO를 사용하여 데이터 접근 |
| 연동                  | 거의 모든 관계형 데이터베이스와 연동 가능                                                                                      | 마이크로소프트 SQL 서버에 대해서만 네이티브 지원 |
| 액세스(Access)의 역할 | 마이크로소프트 액세스 JET 엔진과 VBA의 모든 기능을 포함한 데이터베이스 프런트엔드로서 서비스 제공.(식 클라이언트/thick client) | 제한된 기능을 제공하는 데이터베이스 프런트엔드 서비스 제공. 로컬 테이블은 허용하지 않는다. 쿼리는 일반적으로 데이터베이스 뷰로 변환된다. 데이터를 조작하는 VBA 코드는 서버 상에서 프로시저로 저장된다.(신 클라이언트) |